# American International Pictures
American International Pictures, conocida por su acrónimo AIP, fue un estudio cinematográfico fundado el 2 de abril de 1954 por James H. Nicholson, gerente de ventas de Realart Pictures, y Samuel Z. Arkoff, abogado especializado en la industria del entretenimiento. Inicialmente denominada American Release Company el estudio se dedicaba a la producción de películas independientes y de bajo presupuesto, orientados principalmente a un público juvenil, que posteriormente distribuían en las salas de exhibición en formato de doble sesión.

## Historia
La primera película producida por la compañía fue The Fast and the Furious (1954) producida por Roger Corman, codirigida por John Ireland y Edward Sampson y protagonizada por John Ireland. Durante sus primeros años AIP no obtuvo ganancias. Arkoff consultó a sus guionistas sobre qué tipo de productos veía la gente en cine y televisión respondiéndoles que el género western era el preferido por el público. Sin embargo, debido a los elevados costes de producción de este género, ya que se necesitaban unos 2 millones de dólares y grandes estrellas para un solo proyecto, la compañía se decantó por la producción de películas de terror y ciencia ficción cuyos presupuestos eran mucho más reducidos. 
La fórmula fue un éxito inmediato. James H. Nicholson y Samuel Z. Arkoff se dedicaron a labores de producción y Roger Corman fue su director favorito. Sus mayores éxitos en taquilla correspondieron a películas firmadas por Corman, especialmente su serie de películas dedicadas a obras de Edgar Allan Poe, como La caída de la casa Usher (1960), The Pit and the Pendulum (1961), The Premature Burial (1962), Tales of Terror (1962), The Raven (1963), The Haunted Palace (1963), The Masque of the Red Death (1964), The Man with the X-Ray Eyes (1963) o The Tomb of Ligeia (1964).
Actores de renombre como Vincent Price, Michael Landon, Ray Milland, Jack Nicholson, Boris Karloff o Peter Fonda realizaron proyectos para la compañía. El escritor Charles B. Griffith escribió muchas de las primeras películas junto a Lou Rusoff cuñado de Arkoff. Importantes escritores formaron parte de la nómina de guionistas como Richard Matheson, Charles Beaumont, Floyd Crosby o Ray Russell. También la compañía produjo el clásico de 1966 The Wild Angels con Peter Fonda.
En 1971 James H. Nicholson se desvinculó de la compañía quedando enteramente a cargo de Arkoff. AIP produjo algunas de las películas de cine de explotación como Blacula (1972) o Foxy Brown en nostalgia a los días de los "viejos" estudios de cine. 
Finalmente en 1979 Arkoff también decidió retirarse de la compañía. AIP fue vendida a Filmways Inc. y se convirtió en una subsidiaria de la misma renombrándose el nuevo grupo como Filmways Pictures en 1980. Filmways fue adquirida en 1982 por Orion Pictures, lo que motivó un nuevo cambio de denominación a Orion Pictures Corporation, reteniendo la división de distribución. Esto permitió a Orion establecer su propia red de distribución, algo con lo que no contaba desde su fundación lo que había obligado a forjar una alianza con Warner Bros. para la distribución de sus películas. Tras la disolución de Orión Pictures Corporation en la actualidad la mayoría del catálogo de AIP es propiedad de su compañía sucesora: Metro-Goldwyn-Mayer.